# 泰勒梅
泰勒梅，1979年成立，總部設於美國加利福尼亚州卡尔斯巴德，是世界知名的高爾夫球具生產商。

## 歷史
- 1979年，Gary Adams抵押房子貸款2.4萬美元創業，一開始只有3名員工，而且只售賣一種產品——他自己發明的12度球桿。
- 1984年，泰勒梅被薩洛蒙集团收購。
- 1997年，所羅門集團被愛迪達收購。
- 2005年，愛迪達將所羅門集團售予亚玛芬体育集团，但是保留着泰勒梅。同年，泰勒梅成為全球最暢銷的開球木桿（英语：Wood (golf)）品牌。
- 2006年，泰勒梅的營業額首次超越10億美元，是全球第二間營業額超越10億美元的高爾夫球具生產商[2]。
- 2008年，泰勒梅收購了高爾夫球服裝品牌阿什沃思（英语：Ashworth (clothing)）。
- 2012年，泰勒梅收購了同業亞當斯高爾夫（英语：Adams Golf）[3]。
- 2017年，美國私私募基金KPS資本合夥人（英语：KPS Capital Partners）以4.25億美元收購泰勒梅[1]。
- 2021年，南韓私募股權商Centroid Investment Partners以1.8兆韓圜(17億美元)，收購TaylorMade Golf，這是高球產業的最大規模併購案[4]。

## 代言人
泰勒梅贊助的球星包括：
- 羅瑞·麥克羅伊
- 老虎·伍茲
- 達斯汀·約翰遜
- 馬丁·凱默爾
- 傑森·戴伊
- 喬恩·拉姆
- J·B·霍姆斯
- 李昊桐
- 柯林·森川